# Mawangdui

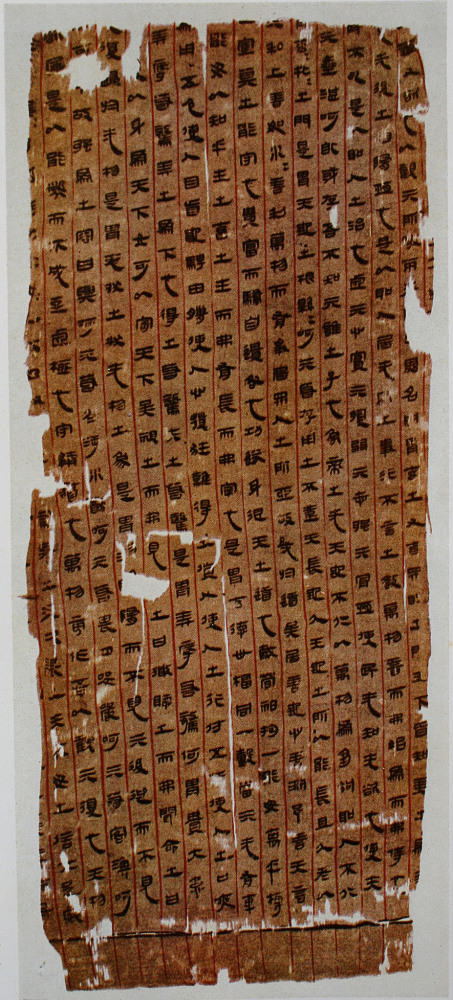
Parte de un manuscrito taoísta, tinta sobre seda,, dinastía Han, desenterrado de la tercera tumba de Mawangdui, cerca de la ciudad de Chansha (provincia de Hunan). Museo de la Provincia de Hunan (China).

Mawangdui (馬王堆) es un yacimiento arqueológico situado en Wulibei (五里牌), a pocos kilómetros al este del centro de Changsha en la provincia de Hunan (China).
Marcado por dos túmulos en forma de silla (mawang es una deformación de ma'an 馬鞍 ‘silla’), el yacimiento fue excavado entre 1972 y 1974. Se descubrieron tres tumbas de la época de los Han Occidentales (c. 190‑168 a. C.)  que contenían las momias del marqués de Dai (軼侯), de su esposa (la Dama Dai) y de su hijo. La momia de la marquesa, que sobrevivió a su familia, es la mejor conservada del mundo. Fallecida en 168 o 169 a. C., reposaba en la tumba n.º 1 en una cámara funeraria de madera, envuelta en 20 capas de tejido fijadas por nueve cinturones, colocada en cuatro féretros encajados y rodeados de compartimentos para el mobiliario funerario.
Cubiertas por entre 16 y 20 metros de tierra compacta, las tumbas estaban rodeadas de capas de carbón y arcilla blanca que mantuvieron un grado de humedad constante, asegurando una preservación sorprendente en tan largo espacio de tiempo de objetos de madera lacada (estuches de aseo con trípode, jarrones, cucharas, paletas, copas y vasos, jarras, bandejas, abanicos) y de piezas de seda. Entre estas últimas, vestidos, una banda funeraria pintada y numerosos rollos manuscritos (boshu 帛書) relacionados en su mayor parte con la corriente taoísta, entre los que se encontraban los documentos más antiguos conocidos sobre medicina china así como Daodejing (dos ejemplares) y el Yijing. También había provisiones, hierbas medicinales, instrumentos musicales (cítara, órgano de 22 tubos, cornamusas), 162 figurillas de madera y maquetas funerarias.
Las tumbas, situadas a una profundidad de entre 16 y 20 metros bajo tierra, se abren hacia el norte. El acceso en el momento de la sepultura se facilitaba por un camino en cuesta.